# El anónimo Caronte
El anónimo Caronte és una pel·lícula de curtmetratge documental dirigida el 2007 per Toni Bestard, autor també del guió.

## Sinopsi
Joan Ferrer, un ancià mallorquí de 80 anys originari d'Ariany, va tenir els seus tres minuts de glòria quan va participar en una escena mallorquina de pel·lícula de Luis García Berlanga El verdugo: a les coves del Drac, disfressat de guàrdia civil quan porta a executar al reu (Nino Manfredi) davant el botxí. La pel·lícula pretén homenatjar tots aquells actors que van tenir una carrera efímera.

## Premis
Fou nominada al Goya al millor curtmetratge documental. També va ser finalista dels premis Fotogramas en Corto.